# Le Diable
 (mai 2021).
Si vous disposez d'ouvrages ou d'articles de référence ou si vous connaissez des sites web de qualité traitant du thème abordé ici, merci de compléter l'article en donnant les références utiles à sa vérifiabilité et en les liant à la section « Notes et références ».
Pour les articles homonymes, voir Le Diable (homonymie).

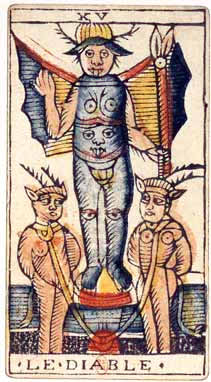
Le numéro 15, le Diable, du jeu de Jean Dodal (début XVIIIe siècle)

Le Diable est la quinzième carte du tarot de Marseille.

## Description et symbolisme
Cette carte fait référence aux excès. Elle induit l'ambition au niveau matériel, le sexe au niveau du cœur… Mais quoi qu'il en soit c'est une carte de mise en garde. Les passions poussées à l'excès ouvrent les portes de l'enfer. Malheur à celui qui va trop loin. En revanche celui qui maîtrise ses passions trouve en cette carte une réussite fulgurante.
Le Diable n'est ni bon, ni mauvais. Prince du monde de la matière, il est là pour nous apprendre à sublimer cette dernière. 
Il est symbole de pouvoir terrestre, de réussite matérielle, de puissance sexuelle, de triomphe financier, mais ces aspects comme il est dit plus haut se doivent d'être maîtrisés, sous peine d'en devenir l'esclave.
Cet arcane est aussi synonyme d'un fort magnétisme, il évoque la magie, l'occultisme, les envoûtements. Mais que celui qui signe un pacte avec le Diable soit prêt à en payer le prix.
La carte du Diable évoque la sexualité, l'adultère et la trahison. Elle est aussi signe de malchance, de malheur et de mauvaises nouvelles, sauf pour les questions d'argent où elle serait de bon augure. Et elle peut aussi désigner la victoire, le triomphe selon d'autres cas.